# Стефан Стратимирович
Митрополит Стефан Стратимирович (серб. Стефан Стратимировић; 27 грудня 1757 (7 січня 1758), Кульпін, Бачка, Габсбурзька імперія — 23 вересня (5 жовтня) 1836, Сремські Карловці, Австрійська імперія) — патріарх Карловський.

## Біографія
Походив із сербських дворян. Закінчив гімназію у Новім Саді, вивчав юриспруденцію в університетах Буди та Відня.
У 1784 році прийняв чернецтво, був хіротонізований до ієрея, призначений архімандритом монастиря Крушедол. У 1786 був хіротонізований на єпископа Будимського, в 1790 очолив Карловацьку митрополію.
На початку Першого сербського повстання (1804—1813) направив російському імператору Олександру I прохання звільнити сербські землі від османського панування і взяти їх під захист Росії.

## Просвітницька діяльність
Дбав про розвиток освіти, заснував гімназію та духовну семінарію у Сремських Карлівцях (1794) та інші навчальні заклади.
Критикував реформи Досітея Обрадовича та Вука Караджича.
Автор низки історичних, філологічних та богословських досліджень.